# Polyalthia chapelieri
Polyalthia chapelieri là loài thực vật có hoa thuộc họ Na. Loài này được Baill. miêu tả khoa học đầu tiên năm 1868.